# Giovanni Fontana
Giovanni Fontana (ca. 1395 – ca. 1455) var en venitiansk fysiker og ingeniør fra 1400-tallet, der skildrede sig selv som en mager. Han blev født i Venedig i 1390'erne og gik på Universitetet i Padova, hvor han fik sin kandidatgrad i kunst i 1418 og sin kandidatgrad i medicin i 1421. Optegnelser fra universitetet lister hams som "Mester John, søn af Michael de la Fontana". Hans mest berømte promoter på universitetet var Paul af Venedig. Han fortæller at dogen i Venedig sendte ham til Brescia for at overlevere en besked til condottiere Francesco Carmagnola. Han var også ansat i den kommunale læge i Udine

## Arbejde
Fontana skrev afhandlinger om en bred vifte af emner. I hans tidlige værker findes hans vand-ure, sand-ure og måleinstrumenter. Fontana skrev en af de tidligste teknologiske afhandlinger i renæssancen, Bellicorum instrumentorum Liber. Hans bog om maskiner indeholder belejringsmaskiner og opfindelser såsom en magisk lanterne og en raketdreven fugl, fisk og kanin. Blandt hans tegninger findes også en afbildning af verdens første bil, der i 2013 blev rekonstrueret på Middelaldercentret ved Nykøbing Falster til en teknologipark med opfindelser fra middelalderen.